# Ritonavir
Le ritonavir est un médicament antirétroviral, utilisé pour le traitement de l'infection par le VIH. C'est un inhibiteur de la protéase (IP). Cette molécule est commercialisée en France sous le nom de Norvir mais aussi, en association avec le lopinavir sous le nom de Kaletra. L'association est commercialisée dans certains pays sous le nom d'Aluvia.
Aujourd'hui le ritonavir est principalement prescrit non pas pour son action antivirale mais pour sa capacité à inhiber les enzymes qui éliminent d'autres inhibiteurs de la protéase, en qualité de booster. Cette inhibition mène à des concentrations plasmatiques plus élevées de ces dernières molécules, permettant au clinicien d'abaisser leur dose et fréquence et améliorant leur efficacité clinique.
C'est un des composants principaux du Paxlovid, médicament antiviral destiné à lutter contre la COVID-19.

## Effets indésirables
La liste des effets indésirables est rapportée dans le tableau ci-dessous,.
| Classe de systèmes d'organes                            | Fréquence                   | Effets indésirables |
| ------------------------------------------------------- | --------------------------- | --- |
| Affections hématologiques et du système lymphatique     | Fréquent Peu fréquent       | Diminution du nombre des leucocytes, baisse du taux d'hémoglobine, baisse du nombre des polynucléaires neutrophiles, augmentation du nombre des polynucléaires éosinophiles, thrombocytopénie Augmentation du nombre des polynucléaires neutrophiles |
| Affections du système immunitaire la cellule            | Fréquent Rare               | Hypersensibilité dont urticaire et œdème de la face Anaphylaxie |
| Troubles du métabolisme et de la nutrition              | Fréquent Peu fréquent Rare  | Hypercholestérolémie, hypertriglycéridémie, goutte, œdème et œdème périphérique, déshydratation (généralement associée à des symptômes gastro-intestinaux) Diabète sucré Hyperglycémie                                                               |
| Affections du système nerveux                           | Très fréquent Fréquent      | Dysgueusie, paresthésies buccales et périphériques, céphalées, vertiges, neuropathie périphérique Insomnies, anxiété, confusion, troubles de l'attention, syncopes, convulsions                                                                      |
| Affections oculaires                                    | Fréquent                    | Vision trouble |
| Affections cardiaques                                   | Peu fréquent                | Infarctus du myocarde |
| Affections vasculaires                                  | Fréquent                    | Hypertension, hypotension dont hypotension orthostatique, froideur des extrémités |
| Affections respiratoires, thoraciques et médiastinales  | Très fréquent               | Pharyngites, douleur oropharyngée, toux |
| Affections gastro-intestinales                          | Très fréquent Fréquent      | Douleurs abdominales (hautes et basses), nausées, diarrhées (dont diarrhées sévères avec déséquilibre électrolytique), vomissements, dyspepsie Hépatite (dont augmentation des ALAT, des ASAT, des ?GT), hyperbilirubinémie (incluant un ictère)     |
| Affections de la peau et du tissu sous-cutané           | Très fréquent Fréquent Rare | Prurit, rash (dont rash erythémateux et rash maculopapulaire) Acné Syndrome de Stevens-Johnson, nécrolyse épidermique toxique (NET) |
| Affections musculo- squelettiques et systémiques        | Très fréquent Fréquent      | Arthralgie et douleur dorsale Myosites, rhabdomyolyses, myalgies, myopathies/augmentation des CPK |
| Affections du rein et des voies urinaires               | Fréquent Peu fréquent       | Pollakiurie, altération de la fonction rénale (par ex. oligurie, élévation de la créatinine) Insuffisance rénale aiguë |
| Affections des organes de reproduction et du sein       | Fréquent                    | Ménorragie |
| Troubles généraux et anomalies au site d'administration | Très fréquent Fréquent      | Fatigue dont asthénie, bouffées vasomotrices, sensations de chaleur Fièvre, perte de poids |
| Investigations                                          | Fréquent Peu fréquent       | Elévation de l'amylase, baisse des taux de thyroxine (T4) libre et totale Hyperglycémie, augmentation du taux de magnésium, de phosphatases alcalines                                                                                                |

## Interactions médicamenteuses
Le ritonavir est un inhibiteur des cytochromes P450 3A4 extrêmement puissant. Il en résulte une exposition, et donc une toxicité plus élevées des médicaments métabolisés et dégradés par le CYP 3A4 en temps normal.
C'est cette propriété qui est utilisée dans le traitement du VIH : les autres inhibiteurs de la protéase voient leur efficacité augmentée car le CYP 3A4, censé les métaboliser, est inhibé. Bien qu'étant initialement lui-même utilisé comme un inhibiteur de protéase, le ritonavir est aujourd'hui utilisé à des doses plus faibles, uniquement pour son action sur le CYP 3A4.
Lorsqu'il s'agit d'un pro-médicament, destiné à être transformé en métabolite actif par le CYP 3A4, il y a un risque de sous-exposition et donc d'inefficacité, laquelle pourra inciter le médecin à augmenter sa posologie.
Inversement, les autres molécules qui agissent sur le cytochrome 3A4 peuvent altérer le métabolisme du ritonavir et de l'inhibiteur de protéase qu'il accompagne, soit en diminuant soit en augmentant leurs concentrations plasmatiques, efficacité et toxicité.
Ces interactions peuvent survenir avec un grand nombre de médicaments mais aussi de substances naturelles, étant donné la participation du cytochrome 3A4 dans la métabolisation de très nombreuses molécules. On peut citer la rifampicine, le millepertuis, le jus et les boissons à base de pamplemousse, la carbamazépine.

## Divers
Le ritonavir fait partie de la liste des médicaments essentiels de l'Organisation mondiale de la santé (liste mise à jour en avril 2013).